# Chemins de fer à voie étroite (compagnie)
Ne doit pas être confondu avec Chemins de fer à voie étroite au Luxembourg.
Les chemins de fer à voie étroite ou chemins de fer à voie étroite de l'État (CVE) sont une ancienne compagnie de chemin de fer étatique luxembourgeoise qui exista de 1934 à 1942.

## Histoire
La compagnie est fondée le 20 avril 1934 par la fusion de trois compagnies existantes dans le cadre de la loi du 14 avril 1934 concernant la reprise et l'exploitation par l'État des chemins de fer secondaires et vicinaux, : la Société anonyme des chemins de fer cantonaux luxembourgeois (CC), les Chemins de fer vicinaux (CV) et la Société des chemins de fer secondaires luxembourgeois (CSL).
Elle disparaît en 1942 sous l'occupation allemande, l'occupant ayant unifié l'ensemble des lignes de chemin de fer sous l'égide de la Deutsche Reichsbahn (DR). Après la guerre, l'État reprend provisoirement l'exploitation de ces lignes, puis la Société nationale des chemins de fer luxembourgeois (CFL) nouvellement créée les récupèrent en 1946.

## Réseau et matériel roulant

Carte des réseaux ferrés luxembourgeois en 1935. En bleu, le réseau des CVE.

Les CVE exploitent l'ensemble des lignes à voie métrique du pays, à l'exception de la ligne de Grundhof à Beaufort qui appartient à la société anonyme luxembourgeoise des chemins de fer et minières Prince-Henri (PH). Les CVE ont aussi récupéré la flotte des trois anciennes compagnies.